# جوزيف كونتريرز
جوزيف كونتريرز (بالإسبانية: José Contreras)‏ هو صانع آلة موسيقية ‏ إسباني، ولد في 1710 في غرناطة في إسبانيا، وتوفي في 1782 في مدريد في إسبانيا.